# Amy Webb
Amy Lynn Webb (nascida em 1974)  é uma futurista americana, autora, fundadora e CEO do Future Today Institute. É professora de previsão estratégica na Stern School of Business da Universidade de Nova York, e foi investigadora visitante do Nieman em 2014–15 na Universidade de Harvard.

## Infância e educação
Webb nasceu e cresceu em East Chicago, Indiana . Inicialmente, frequentando a Jacobs School of Music para estudar clarinete clássico, obteve um diploma de bacharelato em ciências políticas, economia e teoria dos jogos pela Universidade de Indiana Bloomington em 1997. Mudou-se para o Japão rural, onde trabalhou como jornalista freelancer e professora de inglês.  Obteve um mestrado na Escola de Jornalismo da Universidade de Columbia em 2001.

## Carreira
Webb iniciou sua carreira como jornalista, cobrindo temas de tecnologia e economia. Foi repórter do The Wall Street Journal e depois mudou-se para Hong Kong para trabalhar como repórter da Newsweek, cobrindo tecnologias emergentes. Em 2006, Webb fundou o Future Today Institute (anteriormente Webbmedia Group), uma empresa de consultoria de gestão. Desde 2007, Webb é autora do Relatório Anual de Tendências Tecnológicas do Future Today Institute, que aborda o futuro das tecnologias e o seu impacto na sociedade. Em 2011, co-fundou o Spark Camp, uma conferência de liderança somente para convidados, focada no futuro dos negócios, governo e sociedade.
Webb é uma delegada de 2017-18 no Programa de Liderança EUA-Japão e foi delegada na Comissão Presidencial Bilateral EUA-Rússia, onde trabalhou no futuro da tecnologia, media e diplomacia internacional. Foi consultora futurista da série de televisão Hulu de 2018 The First, sobre uma missão humana a Marte na década de 2030. A Forbes nomeou-a uma das Mulheres que Mudam o Mundo (categoria de tecnologia). Em 2012, foi nomeada uma das 20 mulheres da Columbia Journalism Review para seguir de perto. Foi nomeada para a lista do Thinkers50 Radar de 2017 das 30 pessoas com maior probabilidade de moldar o futuro de como as organizações são geridas e lideradas, e ganhou o 2017 Thinkers50 RADAR Award. Participou do painel de especialistas do Future of Everything Festival do Wall Street Journal em 2018, onde falou sobre o crescente papel da inteligência artificial na vida quotidiana.
Participou num painel de especialistas em IA moderado pelo editor-chefe da Wired, Nicholas Thompson, na conferência de 2019 do Fórum Econômico Mundial em Davos, na Suíça, onde argumentou que existe um "otimismo equivocado" sobre a tecnologia de IA, resultante de ignorarmos o fato de que os humanos são responsáveis pelo seu desenvolvimento e uso. Ela recomendou a formação de uma Aliança Global sobre Aumento de Inteligência, uma organização central que desenvolveria padrões para o que deve ser automatizado quando se trata de recolha e partilha de dados e para visualizar um futuro com sistemas mais inteligentes.

## Livros
O livro de memórias de Webb, Data, A Love Story, foi publicado por Dutton em 2013. O livro narra as tentativas de namoro online de Webb. Encontrando-se inicialmente com o fracasso, Webb coletou e analisou dados para namoro online de jogos. A Booklist chamou o livro de "inteligente e inventivo", e a Publishers Weekly considerou uma "jornada perspicaz e divertida através de namoro online". A TED Talk sobre dados, uma história de amor de 2013 de Webb, foi traduzida para 32 idiomas e foi visto mais de 6,7 milhões de vezes.
Em 2015, a Universidade de Harvard publicou How To Make J-School Matter (Again), a pesquisa de Webb sobre os desafios enfrentados pelos educadores de jornalismo e o futuro do jornalismo.
O livro de Webb The Signals Are Talking: Why Today's Fringe Is Tomorrow's Mainstream foi publicada pela PublicAffairs a 6 de dezembro de 2016. No livro, ela descreve a sua metodologia de previsão estratégica e examina como os sinais fracos se tornam amplamente aceites.  Foi selecionado como um dos melhores livros de negócios da Fast Company de 2016 e como um dos melhores livros da Amazon em dezembro de 2016. Foi um best-seller do Washington Post, e foi traduzido para japonês, coreano e chinês.
O livro de Webb, The Big Nine: How the Tech Titans and Their Thinking Machines Could Warp Humanity, foi publicado pela PublicAffairs a 5 de março de 2019. No livro, ela prevê os melhores e os piores cenários sobre inteligência artificial (IA) nos próximos 50 anos. Webb usa o termo G-MAFIA, que cunhou, para se referir às grandes empresas americanas de tecnologia de capital aberto Google, Microsoft, Amazon, Facebook, IBM e Apple . Defende que a G-MAFIA e as empresas chinesas Baidu, Alibaba e Tencent (conhecidas como BAT) têm mais controlo sobre o futuro da IA e explica a importância de considerar os melhores interesses da humanidade quando se trata de IA. Trechos de The Big Nine foram publicados na Wired,  Fast Company, Inc., e Business Insider .  A VentureBeat classificou o livro como "uma imaginação acessível e construtiva do que poderia vir a seguir".

## Vida pessoal
Webb é judia. Reside em Baltimore, Maryland, com o marido e a sua filha.

## Reconhecimento
É uma das 100 Mulheres da lista da BBC de 2019.